# فريسية أليفة الصخور
فريسية أليفة الصخور[بحاجة لمصدر] (الاسم العلمي:Vriesea saxicola) هي نوع من النباتات يتبع جنس الفريسية من الفصيلة البروميلية.